# Пулулу, Афимику
Афимику Пулулу (порт. Afimico Pululu, род. 23 марта 1999, Луанда) — ангольский футболист, нападающий польского клуба «Ягеллония».

## Клубная карьера

### Ранняя карьера
Пулулу начал свою юношескую карьеру в местном клубе «Кото Мюлуз». Летом 2013 года он перешёл в юношескую академию «Базеля» и прошёл там все этапы, пока в 2015 году не попал в команду до 21 года, играющую в третьем дивизионе Швейцарии.

### «Базель»
В мае 2017 года Пулулу подписал четырёхлетний контракт и перешел в основную команду «Базеля» под руководством главного тренера Урса Фишера. После участия в трёх тестовых играх, Пулулу дебютировал в лиге 20 августа 2017 года в матче против «Лугано» (1:1) на стадионе «Санкт-Якоб Парк».

### Аренда в «Ксамакс»
29 января 2019 года «Базель» объявил, что Пулулу был отдан в «Ксамакс» на правах аренды до конца сезона. 2 февраля дебютировал за «Ксамакс» в матче против «Янг Бойз». Он забил два гола за «Ксамакс» в матче против «Сьона» 9 марта.

### Возвращение в «Базель»

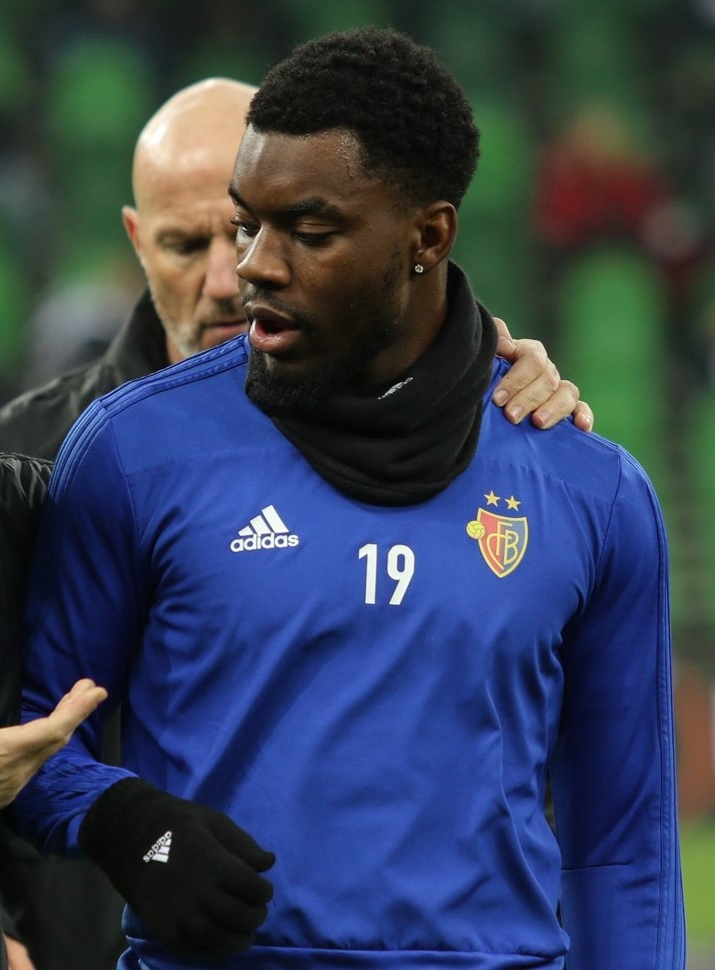
Пулулу в составе «Базеля» в 2019 году

Он вернулся в Базель на сезон 2019/2020 под руководством главного тренера Марселя Коллера и продлил контракт до лета 2022 года. В первом тестовом матче команды в том сезоне Пулулу вышел в перерыве и оформил хет-трик, который помог команде выиграть «Кринс» (4:2) после того, как до перерыва они проигрывали два гола. Он забил свой первый гол в чемпионате страны за свой клуб 8 декабря в домашнем матче, когда Базель выиграл со счетом 1:0 у «Сьона». В течение сезона Пулулу сыграл 29 матчей, но всегда в качестве замены. Чтобы получить игровую практику, он выступал за молодёжную команду. Пулулу покинул Базель на правах свободного агента.
В период с 2017 по 2022 года Пулулу сыграл в общей сложности 115 игр за основную команду «Базеля» и забил 13 голов. 59 из этих игр были в Швейцарской Суперлиге, 8 в Кубке Швейцарии, 6 в соревнованиях УЕФА (Лига чемпионов, Лига Европы и Лига конференций) и 32 были товарищескими играми. Он забил четыре гола в национальной лиге, один в кубке, а остальные восемь были забиты во время тестовых игр.

### «Гройтер Фюрт»
7 января 2022 года «Базель» объявил, что Пулулу перейдет в немецкий клуб «Гройтер Фюрт», выступающий в Бундеслиге. «Гройтер Фюрт» подтвердил трансфер в тот же день и заявил, что игрок подписал контракт сроком на два с половиной года.

### «Ягеллония»
22 июня 2023 года Пулулу присоединился к польскому клубу «Ягеллония», подписав двухлетний контракт с возможностью продления. В команде ему дали номер 10. Он дебютировал 22 июля 2023 года в гостевом проигрышном матче против «Ракува» (0:3). Через неделю Пулулу забил свой первый гол за «Ягеллонию» в домашней победной игре против «Пущи» (4:1). Во время этого матча он вышел на замену на 79-й минуте и забил гол 2 минуты спустя. В сезоне 2023/2024 Пулулу забил 14 голов, 12 в лиге и 2 в Кубке Польши. 7 ноября 2024 года Пулулу забил первый гол в победном матче против шведского «Молде» (3:0) в Лиге конференций.

## Карьера за сборную
Родившийся в Анголе у родителей из Демократической Республики Конго и выросший во Франции, Пулулу имеет право выступать за любую из этих стран на международном уровне.
В марте 2025 года, после того как к нему обратились представители сборных ДР Конго и Анголы, Пулулу решил представлять последнюю. Он получил свой первый вызов на отборочные матчи чемпионата мира 2026 против Ливии и Кабо-Верде, которые состоятся 20 и 25 марта соответственно.

## Клубная статистика
| Клуб             | Сезон      | Лига                  | Лига  | Лига | Кубок | Кубок | Континент | Континент | Другое | Другое | Итог  | Итог |
| Клуб             | Сезон      | Дивизион              | Матчи | Голы | Матчи | Голы  | Матчи     | Голы      | Матчи  | Голы   | Матчи | Голы |
| ---------------- | ---------- | --------------------- | ----- | ---- | ----- | ----- | --------- | --------- | ------ | ------ | ----- | ---- |
| Базель           | 2017/18    | Швейцарская Суперлига | 2     | 0    | —     | —     | —         | —         | —      | —      | 2     | 0    |
| Базель           | 2018/19    | Швейцарская Суперлига | 10    | 0    | 2     | 0     | 1         | 0         | —      | —      | 13    | 0    |
| Базель           | 2019/20    | Швейцарская Суперлига | 21    | 1    | 5     | 1     | 10        | 0         | —      | —      | 36    | 2    |
| Базель           | 2020/21    | Швейцарская Суперлига | 25    | 3    | 1     | 0     | 3         | 0         | —      | —      | 29    | 3    |
| Базель           | 2021/22    | Швейцарская Суперлига | 1     | 0    | 0     | 0     | 2         | 0         | —      | —      | 3     | 0    |
| Базель           | Итог       | Итог                  | 59    | 4    | 8     | 1     | 16        | 0         | —      | —      | 83    | 5    |
| Ксамакс (аренда) | 2018/19    | Швейцарская Суперлига | 17    | 2    | —     | —     | —         | —         | —      | —      | 17    | 2    |
| Гройтер Фюрт     | 2021/22    | Бундеслига            | 8     | 0    | —     | —     | —         | —         | —      | —      | 8     | 0    |
| Гройтер Фюрт     | 2022/23    | Вторая Бундеслига     | 13    | 1    | 0     | 0     | —         | —         | —      | —      | 13    | 1    |
| Гройтер Фюрт     | Итог       | Итог                  | 21    | 1    | 0     | 0     | —         | —         | —      | —      | 21    | 1    |
| Ягеллония II     | 2023/24    | Третья лига           | 1     | 0    | —     | —     | —         | —         | —      | —      | 1     | 0    |
| Ягеллония        | 2023/24    | Экстракласа           | 31    | 12   | 3     | 2     | —         | —         | —      | —      | 34    | 14   |
| Ягеллония        | 2024/25    | Экстракласа           | 20    | 7    | 3     | 1     | 15        | 10        | 0      | 0      | 38    | 18   |
| Ягеллония        | Итог       | Итог                  | 51    | 19   | 6     | 3     | 15        | 10        | 0      | 0      | 72    | 32   |
| Общий итог       | Общий итог | Общий итог            | 149   | 26   | 14    | 4     | 31        | 10        | 0      | 0      | 194   | 40   |

1. ↑  Включая Кубок Швейцарии, Кубок Германии, Кубок Польши
2. 1 2  Матч(и) в Лиге Европы
3. ↑  3 матча в Лиге чемпионов, 7 матчей в Лиге Европы
4. ↑  Матчи в Лиге чемпионов
5. ↑  4 матча и 2 гола в Лиге чемпионов, 2 матча в Лиге Европы, 9 матчей и 8 голов в Лиге конференций

## Достижения

### Клубные

#### «Базель»
- Обладатель Кубка Швейцарии: 2018/19

#### «Ягеллония»
- Чемпион Польши: 2023/24[20]

### Личные
- Игрок месяца Экстракласы: май 2024[21]
- Вошëл в «команду сезона» Экстракласы: 2023/24[22]
- Вошëл в символическую сборную Лиги конференций УЕФА: 2024/25[23]